# Bodianus paraleucosticticus
Bodianus paraleucosticticus är en fiskart som beskrevs av Martin F. Gomon 2006. Bodianus paraleucosticticus ingår i släktet Bodianus och familjen läppfiskar. IUCN kategoriserar arten globalt som otillräckligt studerad. Inga underarter finns listade.